# Valdengo

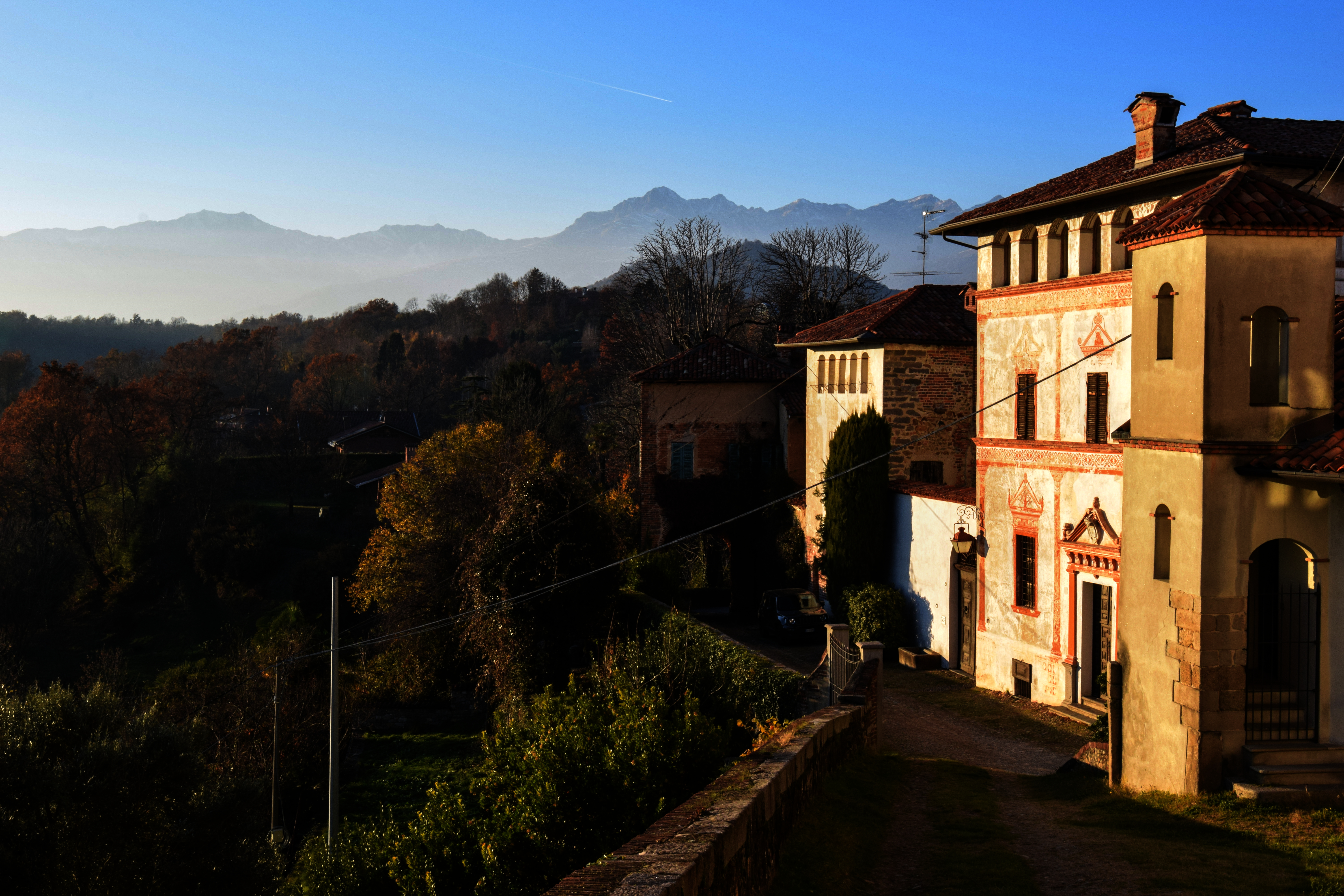
Veduta dal Castello di Valdengo

Valdengo (Valdengh in piemontese) è un comune italiano di 2 349 abitanti della provincia di Biella in Piemonte.

## Origini del nome
Il prefisso vald del toponimo è di origine germanica ed è probabilmente collegato al significato di foresta suggerendo che il paese, già presente in epoca romana, sia stato rifondato in seguito da popolazioni di ceppo tedesco.

## Storia

### Simboli
Lo stemma del comune di Valdengo è stato concesso, insieme al gonfalone municipale, con regio decreto del 26 maggio 1941.
Il disegno dello scudo riprende il fasciato dello stemma degli Avogadro di Vigliano e Montecavallo.
Fino al 16 aprile 1992 Valdengo faceva parte della provincia di Vercelli.

## Monumenti e luoghi d'interesse
- Chiesa parrocchiale di San Biagio:[8] l'attuale conformazione dell'edificio risale ad un rifacimento del XVII secolo; all'interno sono presenti numerose opere d'arte tra le quali una tavola cinquecentesca attribuita alla scuola del Lanino.[9]
- Castello medioevale con ricetto e cappella gentilizia di Santa Caterina.[9]
- Chiesa di Sant'Andrea:[10] nominata in una bolla del 1184 come cella benedettina venne ricostruita nel XVII secolo; all'interno è presente un altare del Seicento in stucco.[9]

## Società

### Evoluzione demografica
Abitanti censiti

## Amministrazione
| Primo cittadino | Partito                      | Periodo        | Periodo        | Carica  | Note |
| Primo cittadino | Partito                      | Inizio         | Fine           | Carica  | Note |
| --------------- | ---------------------------- | -------------- | -------------- | ------- | ---- |
| Roberto Pella   | Forza Italia/Lista civica    | 24 aprile 1995 | 14 giugno 1999 | Sindaco |      |
| Roberto Pella   | Forza Italia/Lista civica    | 14 giugno 1999 | 14 giugno 2004 | Sindaco |      |
| Sergio Gronda   | Lista civica                 | 2004           | 2009           | Sindaco |      |
| Sergio Gronda   | Grano e Navetta              | 2009           | 2014           | Sindaco |      |
| Roberto Pella   | Forza Italia/Grano e navetta | 26 maggio 2014 | 26 maggio 2019 | Sindaco |      |
| Roberto Pella   | Forza Italia/Grano e navetta | 26 maggio 2019 | 9 giugno 2024  | Sindaco |      |
| Roberto Pella   | Forza Italia/Grano e navetta | 9 giugno 2024  | in carica      | Sindaco |      |

### Altre informazioni amministrative
Il comune ha fatto parte della Comunità montana Val Sessera, Valle di Mosso e Prealpi Biellesi, mentre fino al 2010 apparteneva alla Comunità montana Prealpi Biellesi, abolita in seguito all'accorpamento disposto dalla Regione Piemonte nel 2009.

### Gemellaggi
Dal 2021 Valdengo è gemellato con Meolo (Venezia).

## Infrastrutture e trasporti
Dal 1926 al 1951 Valdengo ospitò una fermata della tranvia Biella-Cossato e, fra il 1891 e il 1958, un analogo impianto della ferrovia Biella-Cossato-Vallemosso.